# Cantón de Villard-de-Lans
El cantón de Villard-de-Lans era una división administrativa francesa, que estaba situada en el departamento de Isère y la región de Ródano-Alpes.

## Composición
El cantón estaba formado por siete comunas:
- Autrans
- Corrençon-en-Vercors
- Engins
- Lans-en-Vercors
- Méaudre
- Saint-Nizier-du-Moucherotte
- Villard-de-Lans

## Supresión del cantón de Villard-de-Lans
En aplicación del Decreto nº 2014-180 de 18 de febrero de 2014, el cantón de Villard-de-Lans fue suprimido el 22 de marzo de 2015 y sus 7 comunas pasaron a formar parte del nuevo cantón de Fontaine-Vercors.